# Lago Salton
O mar de Salton ou lago Salton (em inglês, Salton Sea), é um lago salgado, formado a partir de uma fissura endorreica, localizado ao sul da Califórnia, mais precisamente na Falha de San Andreas.
O lago ocupa a região mais baixa da Depressão de Salton no Deserto do Colorado, na área dos condados ImperiaL e Riverside no sul da Califórnia. A sua altitude é de -71,3 m, ou seja, está abaixo do nível do mar. O ponto mais profundo do mar está apenas a 1,5 m acima do ponto mais baixo do Vale da Morte. O mar é alimentado pelos rios New, Whitewater e Alamo, bem como pelo escoamento agrícola, sistemas de drenagem e riachos.

## História
O lago foi criado por uma grande cheia do Rio Colorado ocorrida em 1905, devido a um erro de cálculo de uma obra de engenharia. Pouco depois da escavação de uma canal a partir do Rio Colorado para irrigar as ricas terras de cultivo do Vale Imperial, o rio transbordou em consequência de uma série de inundações e mudou seu curso. A água inundou canais de menor elevação durante vários meses em Salton. Durante mais de dois anos o canal desviou quase a totalidade do enorme volume de água do Rio Colorado para a a Depressão de Salton.
Encontra-se em um ambiente árido e desértico, ao norte do Vale Imperial. Com 974 km² e largura que varia de 24 a 56 km, é o maior lago da Califórnia. Entretanto, sua superfície muda de acordo com o abastecimento de água que depende da água usada para a agricultura, da evaporação, das precipitações e enchentes. Abarca os condados de Riverside e Imperial. Recebe água de três rios, Rio Novo, Whitewater e Álamo. O lago se encontra em uma depressão entre a Falha de San Andreas, a Falha de San Jacinto e a zona da Falha de Imperial.

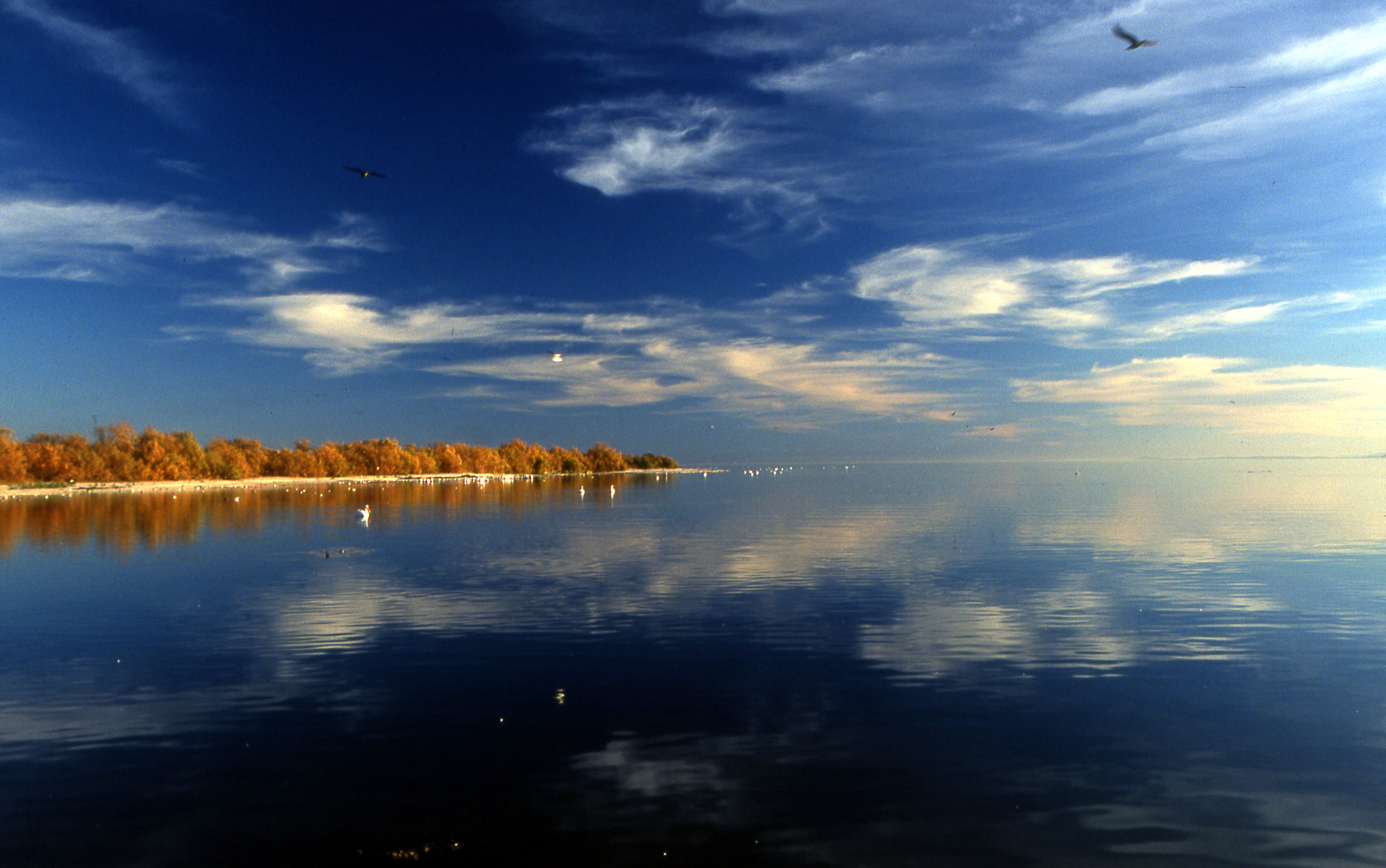
Lago Salton

O Lago Salton, que já foi considerado um cartão postal, com praias de areia e milhares de aves migratórias, agora está muito degradado, saturado de sais e pesticidas. O lago já era naturalmente salobre, os terrenos que o rodeiam contém sais depositados por um antigo mar que desapareceu há milênios, no entanto mais sais foram eliminados no lago por agricultores do Vale Imperial para tornar as terras da proximidade cultiváveis. Estes dejetos minerais se acumularam no lago e ele se tornou mais salgado que o oceano pacífico.